# Domkirken i Ferrara
Sankt Jørgens domkirke (på italiensk: Cathedral Basilica di San Giorgio) er en italiensk basilika og domkirke i byen Ferrara, i Emilia-Romagna. Det er den største religiøse bygning i byen.
Domkirken er viet til Sankt Jørgen, byens skytshelgen, og ligger i byens centrum, ikke langt fra det tidligere palads og det berømte slot Estense. Kirken er forbundet med ærkebispens palads ved en overdækket passage.

## Historie
Byggeriet af domkirken blev påbegyndt i det 12. århundrede, da byen blev udvidet til den venstre bred af Po-floden. Den tidligere domkirke, også viet til Sankt Jørgen, står stadig på flodens højre bred. Den ny bygning blev indviet i 1177, 42 år efter den første sten i 1135.
Portalen er udført af billedhuggeren Nicholaus, en elev af Wiligelmus. Lunetten repræsenterer Sankt Jørgen, Ferraras skytshelgen, i færd ved at dræbe dragen; på overliggeren ses scener fra Kristi liv.

### Indretning
Interiøret, der udelukkende er lavet i barokstil efter en brand i det 18. århundrede, har et kirkeskib og to sidefløj.
Hovedskibet indeholder
- Korsfæstelsen, bronzestatuer af Niccolò Baroncelli
- Sankt Jørgen og Maurelius, bronzestatuer af Domenico di Paris (15. århundrede),
- Martyrium st Lawrence af Guercino (17. århundrede).

I kapellerne findes
- Madonna med barn og helgener malet af Garofalo,
- Kroningen af jomfruen af Francesco Francia,
- Jomfruen i herlighed af Bastianino,

I koret med apsis findes
- Sidste dom (1577-1581), af Bastianino.

## Museet for domkirken
Domkirkens museum, som der er adgang til ved at krydse forpladsen, har til huse i den tidligere kirke San Romano, og opbevarer, blandt andre, følgende værker:
- Bebudelsen og Sankt Jørgen og Dragen af Cosmè Tura,
- Madonna della melagrana af Jacopo della Quercia,
- Otte gobeliner med historier om de to skytshelgener for Ferrara, baseret på skitser af Garofalo og Camillo Filippi.

## Eksterne kilder og henvisninger
1. ↑  Italia nell'Arte Medievale: La cattedrale di Ferrara
2. ↑  Cattedrale di Ferrara: La Storia – Genesi ed evoluzione di un monumento attraverso i secoli

- medioevo.org Arkiveret 8. december 2017 hos  Wayback Machine (på italiensk)

44°50′09″N 11°37′11″Ø / 44.835765°N 11.619739°Ø